# Euscelidia lucida
Euscelidia lucida är en tvåvingeart som beskrevs av H. Oldroyd 1939. Euscelidia lucida ingår i släktet Euscelidia och familjen rovflugor.
Artens utbredningsområde är Uganda. Inga underarter finns listade i Catalogue of Life.